# Resolució 2175 del Consell de Seguretat de les Nacions Unides
La Resolució 2175 del Consell de Seguretat de les Nacions Unides fou adoptada per unanimitat el 29 d'agost de 2014. El Consell va proposar diverses mesures per contrarestar la violència cada vegada més freqüent contra l'assistència humanitària per a la població en conflictes armats.

## Contingut
Totes les parts en conflictes armats havien de respectar el principi humanitari de lliurar ajuda d'emergència a la població i garantir la seguretat dels ciutadans que rebien l'ajuda i dels serveis humanitaris. L'atac específic contra aquests treballadors era un crim de guerra. Els països tenien la responsabilitat de jutjar els responsables de crims de guerra i evitar aquests crims en el futur. El sistema jurídic internacional i els tribunals internacionals hi contribuirien.
La creixent quantitat d'actes violents contra els treballadors humanitaris nacionals i internacionals i el personal de l'ONU arreu del món plantejava preocupacions. El propi Consell de Seguretat adoptarà els passos següents per contribuir a la seguretat dels treballadors humanitaris:
a. Proporcionar poders de pau amb la tasca de garantir la seguretat,
b. Demanar als països que criminalitzin els atacs i persegueixin o extraditin els autors;
c. El secretari general podrà informar de situacions en què els serveis d'emergència no arribin a la població,
d. La declaració de risc excepcional prevista a l'article 1 (c) (ii) de la Convenció sobre la seguretat del personal les Nacions Unides, en situacions on les seves circumstàncies d'avaluació donarien suport a aquesta declaració;
e. Convidar a tots els països a implementar aquest protocol.